# Eustomias posti
Eustomias posti és una espècie de peix de la família dels estòmids i de l'ordre dels estomiformes.

## Morfologia
- Els mascles poden assolir 14,6 cm de longitud total.
- Nombre de vèrtebres: 67.[3][4]

## Hàbitat
És un peix marí i d'aigües profundes que viu fins als 660 m de fondària.

## Distribució geogràfica
Es troba al sud-oest de l'Atlàntic.